# 12 Plemion Izraela (rastafarianie)
12 Plemion Izraela – odłam rastafarian, powstały w 1968 roku, których założycielem był dr Vernon „Prorok Gad” Carrington. Propagował on wśród rasta zasadę czytania jednego rozdziału Pisma dziennie.
Jest to najbardziej pokojowy i liberalny ruch spośród wszystkich rastafariańskich odłamów. Jego główna cecha polega na akceptowaniu Iessusa Kristosa (Jezusa Chrystusa) jako jedynego Odkupiciela i Pana. Rola Hajle Selassie nie jest jasno sprecyzowana, rasta z 12 plemion uważają go za bosko namaszczonego króla w prostej linii wywodzącego się od króla Dawida i Salomona, co jest zgodne z przekazami tradycji etiopskiej na temat historii tej najstarszej dynastii świata. Mimo że jest uważany za typ/reprezentację Iessusa Kristosa (Jezusa), nie jest samym Iessusem, ale przedstawicielem wiecznego dawidowego przymierza, które będzie spełnione wraz z powrotem Iessusa na ziemię. Członkowie tego ruchu mają wolną rękę w sprawie wyboru miejsca modlitwy, może to być zarówno kościół, jak i dom.

## Domy
Członkowie 12 plemion uważają się za potomków 12 synów Jakuba. 12 plemion podzielonych jest na 12 domów, a do każdego domu jest się przypisanym według znaku zodiaku.
| Plemię   | Miesiąc     | Kolor     |
| Napthali | Styczeń     | Zielony   |
| Joseph   | Luty        | Biały     |
| Benjamin | Marzec      | Czarny    |
| Reuben   | Kwiecień    | Srebrny   |
| Symeon   | Maj         | Złoty     |
| Lewi     | Czerwiec    | Purpurowy |
| Judah    | Lipiec      | Brązowy   |
| Issachar | Sierpień    | Żółty     |
| Zebulon  | Wrzesień    | Różowy    |
| Dan      | Październik | Niebieski |
| Gad      | Listopad    | Czerwony  |
| Asher    | Grudzień    | Szary     |

Trzeba też zauważyć, że do tego właśnie odłamu należał Bob Marley. 12 Plemion Izraela miało swoją siedzibę w Kingston niedaleko studia Tuff Gong, w którym tworzył Bob Marley. W tej właśnie siedzibie rastafarianie spotykali się i modlili do Jah.